# Église Notre-Dame de Monthiers
L'église Notre-Dame est une église située à Monthiers, en France.

## Localisation
L'église est située sur la commune de Monthiers, dans le département de l'Aisne.

## Historique
Le monument est classé au titre des monuments historiques en 1920.